# Робине, Эдмон
Эдмон Робине (1811 (в ряде источников ошибочно 1829, Сан-Поль-де-Леон — 1864) — французский журналист и историк.
В 1829 году поступил изучать право в Парижский университет, но затем решил связать себя с журналистикой: сначала сотрудничал с «Monde», с 1836 года — с «National», с 1847 года до переворота Луи-Наполеона 2 декабря 1851 года — с «Bulletin de correspondence», также писал статьи для множества других изданий. Был главным редактором «Revue de l’instruction publique». После установления режима Второй империи ушёл из журналистики.
Главные работы его авторства (помимо журналистских статей): «Lamennais», «Histoire des nations européennes: France» (1845), «Angleterre» (1846), «Russie, Pologne, Suède et Norvège» (1847).